# 1965 في إسرائيل
فيما يلي قوائم الأحداث التي وقعت خلال عام 1965 في إسرائيل.

## أحداث
- 12 مايو – العلاقات الإسرائيلية الألمانية

## سياسة

### تعيين في المنصب
- 25 مايو – مناحم بيجن عضو الكنيست [الإنجليزية]‏،عضو الكنيست [الإنجليزية]‏.
- 14 يوليو – دافيد بن غوريون عضو الكنيست [الإنجليزية]‏،عضو الكنيست [الإنجليزية]‏.
- 22 نوفمبر – أبا إيبان عضو الكنيست [الإنجليزية]‏.
- 22 نوفمبر – أوري أفنيري عضو الكنيست [الإنجليزية]‏.
- 22 نوفمبر – إسحاق نافون عضو الكنيست [الإنجليزية]‏.
- 22 نوفمبر – إيغال آلون عضو الكنيست [الإنجليزية]‏.
- 22 نوفمبر – بنحاس سابير عضو الكنيست [الإنجليزية]‏.
- 22 نوفمبر – تسفي تسور عضو الكنيست [الإنجليزية]‏.
- 22 نوفمبر – جولدا مائير عضو الكنيست [الإنجليزية]‏.
- 22 نوفمبر – حاييم موشيه شابيرا عضو الكنيست [الإنجليزية]‏.
- 22 نوفمبر – حاييم يوسف صادوق عضو الكنيست [الإنجليزية]‏.
- 22 نوفمبر – سيف الدين الزعبي عضو الكنيست [الإنجليزية]‏.
- 22 نوفمبر – شولاميت ألوني عضو الكنيست [الإنجليزية]‏.
- 22 نوفمبر – عبد العزيز الزعبي عضو الكنيست [الإنجليزية]‏.
- 22 نوفمبر – ليفي أشكول عضو الكنيست [الإنجليزية]‏.
- 22 نوفمبر – يوسف بورغ عضو الكنيست [الإنجليزية]‏.

### انتهاء فترة المنصب
- 22 مارس – اسحق رافائيل نائب لوزيرالصحة.
- 25 مايو – شمعون بيريز Deputy Minister of Defense ‏.
- 25 مايو – مناحم بيجن عضو الكنيست [الإنجليزية]‏،عضو الكنيست [الإنجليزية]‏.
- 7 يوليو – موشيه شاريت عضو الكنيست [الإنجليزية]‏.
- 14 يوليو – دافيد بن غوريون عضو الكنيست [الإنجليزية]‏،عضو الكنيست [الإنجليزية]‏.
- 22 نوفمبر – أبا إيبان عضو الكنيست [الإنجليزية]‏.
- 22 نوفمبر – أبراهام هرتسفلد عضو الكنيست [الإنجليزية]‏.
- 22 نوفمبر – إيغال آلون عضو الكنيست [الإنجليزية]‏.
- 22 نوفمبر – بنحاس سابير عضو الكنيست [الإنجليزية]‏.
- 22 نوفمبر – بيبا إيدلسون عضو الكنيست [الإنجليزية]‏.
- 22 نوفمبر – بيرتز برنشتاين عضو الكنيست [الإنجليزية]‏.
- 22 نوفمبر – جولدا مائير عضو الكنيست [الإنجليزية]‏.
- 22 نوفمبر – حاييم موشيه شابيرا عضو الكنيست [الإنجليزية]‏.
- 22 نوفمبر – حاييم يوسف صادوق عضو الكنيست [الإنجليزية]‏.
- 22 نوفمبر – شالوم-أفراهام شاكي عضو الكنيست [الإنجليزية]‏.
- 22 نوفمبر – ليفي أشكول عضو الكنيست [الإنجليزية]‏.
- 22 نوفمبر – مردخاي بنتوف عضو الكنيست [الإنجليزية]‏.
- 22 نوفمبر – يوسف بورغ عضو الكنيست [الإنجليزية]‏.
- 8 ديسمبر – تسفي تسور عضو الكنيست [الإنجليزية]‏.

## أفلام
من الأفلام التي صدرت هذه السنة في إسرائيل:
- 1 يناير – حقيبة القاهرة من إخراج مناحيم غولان.

## مواليد

### يناير
- 1 يناير – رضا منصور دبلوماسي إسرائيلي.
- 1 يناير – عطالله حنا
- 4 يناير – ايفان اتال[1]

### فبراير
- 8 فبراير – شولي معلم سياسية إسرائيلية.[2]
- 14 فبراير – مسعود غنايم سياسي إسرائيلي.[3]
- 16 فبراير – عبد الحكيم حاج يحيى سياسي إسرائيلي.[4]

### أبريل
- 16 أبريل – خلود دعيبس وزيرة فلسطينية.

### مايو
- 26 مايو – ميري ريغيف سياسية إسرائيلية.[5]

### يوليو
- 2 يوليو – يعقوب اشير سياسي إسرائيلي.[6]

### أغسطس
- 1 أغسطس – يوفال تال شخصية إسرائيلية، ومؤسس شركة بايونير.

### أكتوبر
- 20 أكتوبر – أموس مانسدورف لاعب كرة مضرب إسرائيلي.

## وفيات

### أكتوبر
- 12 أكتوبر – سمير الرفاعي (مواليد 1901)[7]